# Manuel Herrero Galaso
Manuel Herrero Galaso, també conegut com a Manolo Herrero (Andújar, Andalusia, 28 de juny de 1970), és un futbolista andalús, ja retirat, que ocupava la posició de migcampista.

## Trajectòria
Surt del planter del Real Jaén, on arriba al primer equip el 1992. El seu bon joc a l'equip andalús crida l'atenció del Reial Valladolid, que el fitxa la temporada 94/95. Eixe any Herrero només va jugar cinc partits amb els castellans, els únics de la seua carrera a la primera divisió espanyola. Ni tan sols acaba la temporada a Valladolid, i al mercat d'hivern passa al Córdoba CF.
Després de la mala experiència a Castella, torna al Real Jaen per la 95/96, però només hi roman un any abans de fitxar el Màlaga CF. Va jugar dues campanyes amb els blanc-i-blaus. La temporada 98/99 milita al Granada CF, i al final d'eixa campanya passa al Gimnàstic de Tarragona, a també a Segona Divisió B.
Al club del Tarragonès milita quatre temporades, fins al 2003, quan retorna per tercer cop al Real Jaen, club en el qual es retira el 2006.